# President de Botswana
El president és el cap d'estat i cap de govern de Botswana. Aquesta és la llista dels presidents de Botswana des de 1966.
| # | Imatge | Nom                              | Inici del mandat       | Fi del mandat          | Partit                    |
| - | ------ | -------------------------------- | ---------------------- | ---------------------- | ------------------------- |
| 1 |        | Sir Seretse Khama (1921–1980)    | 30 de setembre de 1966 | 13 de juliol de 1980 † | Botswana Democratic Party |
| 2 |        | Ketumile Masire (1925–2017)      | 13 de juliol de 1980   | 31 de març de 1998     | Botswana Democratic Party |
| 3 |        | Festus Gontebanye Mogae (n.1939) | 1 d'abril de 1998      | 31 de març de 2008     | Botswana Democratic Party |
| 4 |        | Ian Khama (n. 1953)              | 1 d'abril de 2008      | 31 de març de 2018     | Botswana Democratic Party |
| 5 |        | Mokgweetsi Masisi (n. 1961)      | 1 d'abril de 2018      | actualitat             | Botswana Democratic Party |